# مینبیامیتسومی
مینبیامیتسومی (انگلیسی: MinebeaMitsumi) شرکت خوشه‌ای ژاپنی است، که در سال ۱۹۵۱ تأسیس شد.